# Palacio de los Hornillos
El palacio de los Hornillos, también conocido como palacio de Las Fraguas, está situado en la localidad española de Las Fraguas, en Cantabria. Su construcción, fruto de un proyecto del arquitecto británico Ralph Selden Wornum, se remonta a finales del siglo XIX y comienzos del XX. Ubicado dentro de una extensa finca, esta cuenta también con una torre de vigía almenada, la iglesia de San Jorge, un pequeño edificio medievalista y el edificio de finales de siglo XVIII conocido como «La Casona de las Fraguas», actualmente utilizado para la celebración de bodas, banquetes y eventos.

## Primera construcción
La Casona de las Fraguas es la más antigua edificación de la finca, mandada construir por Rafaela Ortiz Mioño, XII marquesa de Cilleruelo, a finales del siglo XVIII, en piedra de mampostería y sillería y entrevigado de madera. Posteriormente fue ampliada en 1840. Durante el siglo XX permaneció deshabitada debido a la construcción del palacio de Los Hornillos, y no se recuperó hasta la importante rehabilitación contemporánea promovida por Álvaro Fernández-Villaverde Silva, duque de San Carlos, propietario de toda la finca de Los Hornillos y descendiente del mismo linaje.

## Segundo palacio

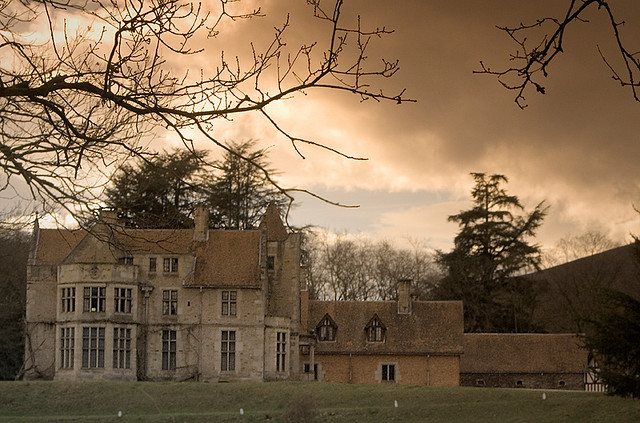
Palacio de los Hornillos

La segunda edificación, es un palacio de estilo pintoresquista inglés (basado en la arquitectura rústica medieval inglesa), construido para el duque de Santo Mauro Mariano Fernández de Henestrosa, jefe de palacio de Alfonso XIII, por el arquitecto inglés Ralph Selden Wornum entre 1897 y 1904. Su diseño influyó en el posterior palacio de la Magdalena. Extenderá su estilo por Cantabria hasta 1920.
Contiene dos esculturas de principios del siglo XVII, obra de Gabriel de Pinedo, que representan a los hermanos Juan Bautista y Fernando de Acevedo, trasladadas a principios del siglo XX desde el palacio de los Acebedo de Hoznayo y declaradas bien de interés cultural en 2003.
Ha sido lugar de rodaje de la película de Alejandro Amenábar Los otros, y también ha sido escenario de anuncios televisivos y de otras películas, como El viaje de Carol.
Fue residencia de Alfonso XIII, que visitaba el palacio todos los veranos, hasta la construcción del palacio de la Magdalena. En la actualidad, el palacio sigue perteneciendo al duque de San Carlos.

## Arquitectura
Se encuentra en la zona más alta de una finca vallada, junto a uno de los estanques artificiales y comunicado por una escalinata con otro. Se compone de varios cuerpos con tejados de grandes pendientes, cuyas funciones interiores se esclarecen al exterior mediante el uso de materiales distintos en fachada, a saber: fábrica de mampostería y sillería en la vivienda principal, y fábrica de ladrillo y entramados de madera en las cocinas y los establos. Ambas zonas se diferencian también por descomponerse en cuerpos separados.
Posee una torre levemente destacada y una arcada de cinco vanos.